# Woodville (Texas)
Woodville es un pueblo ubicado en el condado de Tyler en el estado estadounidense de Texas. En el Censo de 2010 tenía una población de 2586 habitantes y una densidad poblacional de 311,24 personas por km².

## Geografía
Woodville se encuentra ubicado en las coordenadas 30°46′27″N 94°25′36″O / 30.77417, -94.42667. Según la Oficina del Censo de los Estados Unidos, Woodville tiene una superficie total de 8.31 km², de la cual 8.31 km² corresponden a tierra firme y (0%) 0 km² es agua.

## Demografía
Según el censo de 2010, había 2586 personas residiendo en Woodville. La densidad de población era de 311,24 hab./km². De los 2586 habitantes, Woodville estaba compuesto por el 69.99% blancos, el 26.49% eran afroamericanos, el 0.35% eran amerindios, el 0.62% eran asiáticos, el 0.15% eran isleños del Pacífico, el 0.93% eran de otras razas y el 1.47% pertenecían a dos o más razas. Del total de la población el 4.41% eran hispanos o latinos de cualquier raza.